# Barsingerhorn
Barsingerhorn (West-Fries: Barregórre) is een dorp in de gemeente Hollands Kroon in de regio Kop van Noord-Holland in de Nederlandse provincie Noord-Holland. Het is eeuwenlang een tweelingdorp geweest met Haringhuizen; deze twee dorpen vormden samen ooit de stede Barsingerhorn. Op 1 januari 2023 telde het dorp 915 inwoners.

## Geschiedenis

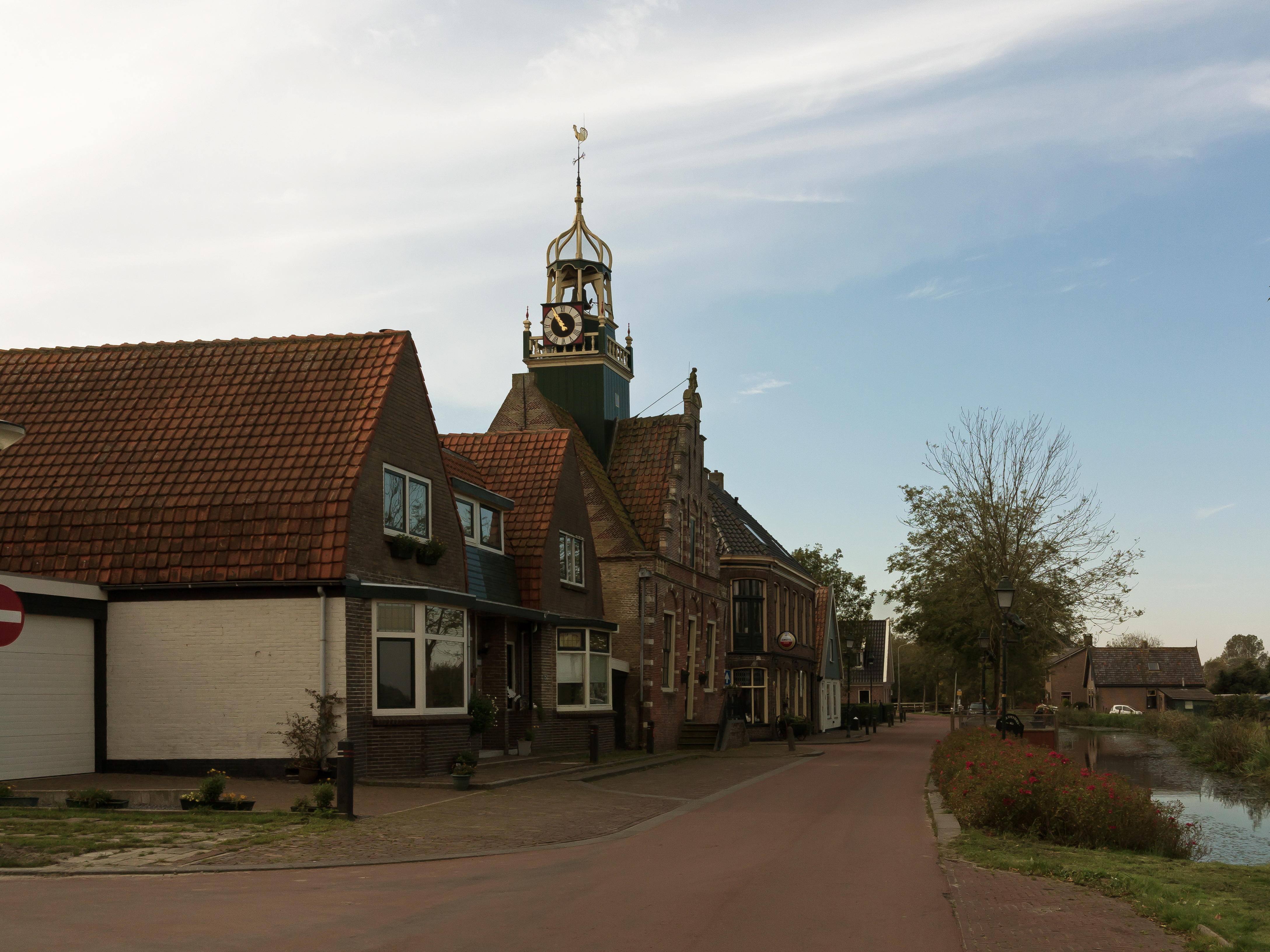
Voormalige raadhuis in straatzicht

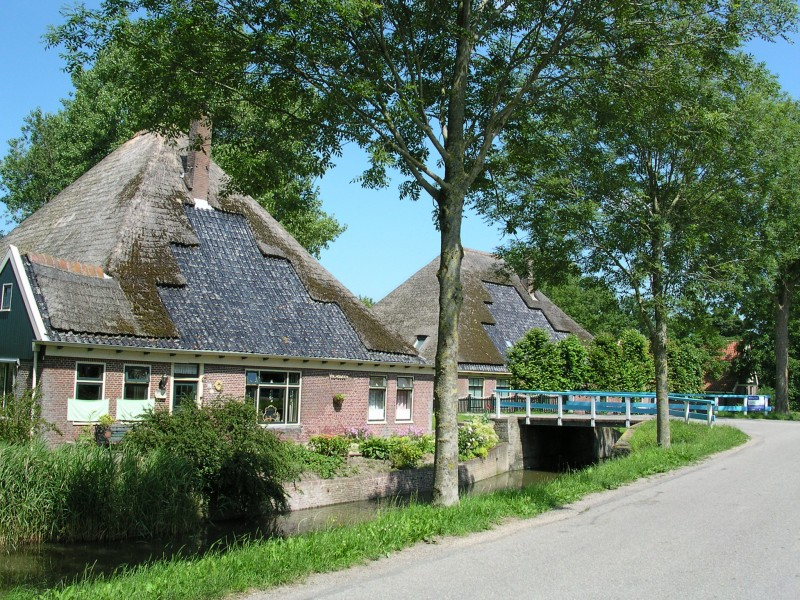
Stolpboerderijen

Het dorp Barsingerhorn is ontstaan op en langs een oost-west georiënteerde oude dijk, een ontginningsas. De oudst bekende vermelding van het dorp dateert uit 1288.
De naam Barsingerhorn komt waarschijnlijk van de oude vormen Bersingerhorne; Bersincshorne, van de Friese mansnaam Barse. Horne betekent hoek, uithoek, inham.
In 1415 ontvingen Barsingerhorn (waaronder ook Kolhorn viel) en Haringhuizen gezamenlijk stadsrechten. Die stede Barsingerhorn was een van de vele 'plattelandssteden' in West-Friesland. In 1811 werd de stede, zoals alle steden in Nederland, opgeheven. Het grondgebied, inclusief Haringhuizen, werd nu de gemeente Barsingerhorn. In 1970 werd Wieringerwaard hierbij gevoegd. Wieringerwaard ging in 1990 op in de gemeente Anna Paulowna terwijl de andere dorpen opgingen in de voormalige gemeente Niedorp. Het dorp maakt sinds 2011 deel uit van de gemeente Hollands Kroon.

### Religie
In 1574 werd een protestantse kerk gebouwd in het dorp. Deze moest echter al in 1641 herbouwd worden. Rond 1900 werd de toen gebouwde toren vervangen door een nieuwe. De oude kerk werd in 1968 afgebroken waarbij de toren met explosieven werd opgeblazen. De luidklok van de gebroeders Hemony hangt sindsdien in de Buiksloterkerk te Buiksloot. In 1968 werd een deel van de pastorie verbouwd tot 'Hervormd Centrum' met kerkzaal en aula. Ook was het kerkelijk bureau van de protestantse gemeente Winkel e.o. er van 1968 tot 2014 gevestigd. De voormalige pastorie is vanaf 2014 weer in gebruik genomen als woonhuis.
Ter plaatse van de afgebroken kerk werd in 1988 bij graafwerkzaamheden een middeleeuwse sarcofaag gevonden. Deze is in Midden-Duitsland gemaakt van zandsteen en moet per schip naar Holland zijn vervoerd. Sinds 2024 staat ze in museum Huis van Hilde te Castricum. In 1862 werd in Barsingerhorn een doopsgezinde vermaning gebouwd, die tot 1972 dienstdeed en vervolgens tot woonhuis werd verbouwd.

### Overheid
In 1622 kwam het Regthuis van de stad gereed. Het deed tot 1730 dienst. Later was dit het raadhuis van de gemeente. In de top van de gevel staat nog een afbeelding van Vrouwe Gerechtigheid als teken dat in "de stede Barsingerhorn" recht werd gesproken.

### Bescherming
Een groot deel van het dorp is sinds 27 april 1993 een provinciaal beschermd dorpsgezicht. Het was het eerste en bleef het enige dorp dat deze status kreeg van Gedeputeerde Staten van de provincie Noord-Holland.

## Geboren in Barsingerhorn
- Laurens Jacobsz (ca. 1562-1603), boekbinder, boekverkoper
- Aris Wiedijk (1903-1966), burgemeester
- Siem Wardenaar (1934), beeldhouwer, schilder
- Josse de Voogd (1983), geograaf